# الهيئة الاسترالية لصناعة الإعلام التفاعلي
الهيئة الاسترالية لصناعة الإعلام التفاعلي هي هيئة لصناعة الإعلام الرقمي في أستراليا من عام 1992 حتى عام 2015، أُشتق الإسم المختصر AIMIA من الإسم الأساسي للهيئة، الهيئة الأسترالية لصناعة الإعلام التفاعلي التي قل استخدامها مقارنًة بالاسم المختصر. اشتهرت الهيئة بجوائزها السنوية المعروفة بشكل غير رسمي باسم جوائز إيمي.
كانت ذروة الهيئة الأسترالية التي تمثل صناعة المحتوى الرقمي والخدمات والتطبيقات في أستراليا مع أعضاء من قطاع واسع من الصناعة الرقمية؛ بما في ذلك المحتوى الرقمي وشركات الخدمات والتطبيقات في أستراليا بالإضافة إلى موردي الصناعة الرئيسيين، بعد انتهاء الهيئة الاسترالية لصناعة الإعلام التفاعلي في عام 2015 تولّت هيئة التسويق والإعلان المعتمدة على البيانات (ADMA) التي تم تغيير علامتها التجارية في عام 2017 إلى مجموعة التكنولوجيا الرقمية.

## تاريخ الهيئة الاسترالية لصناعة الإعلام التفاعلي ومجموعة التكنولوجيا الرقمية
تأسست الهيئة الأسترالية لصناعة الإعلام التفاعلي في عام 1992 كمنظمة عضوية غير ربحية من قبل الرئيس التنفيذي لشركة انتراكتف لوجيك ريتشارد هيل ومقرها بيرث، بالإضافة الى مجموعة من الرؤساء التنفيذيين المدعوين من شركات في سيدني وملبورن وبريسبان. كان للجمعية فروع في نيو ساوث ويلز وفيكتوريا وكوينزلاند وجنوب أستراليا، بالإضافة إلى المكتب الرئيسي الوطني في سيدني، كان تركيز الهيئة الأساسي الدعوة إلى دعم الحكومة الفيدرالية لصناعة الإعلام الجديد، على الرغم من أنها أقامت أيضًا حفل توزيع الجوائز في بيرث في عام 1992.
في عام 1994 حصل مجلس إدارة الهيئة على تمويل من وزارة الصناعة والعلوم والتكنولوجيا لتعيين أول رئيس تنفيذي وطني دائم وهو ستيفن شوالجر (1994-1997) الذي كان عضوًا في مجلس الإدارة. بعد مزيد من الضغط تم تخصيص الأموال للهيئة وصناعة الإعلام الجديد كجزء من مبادرة الأمة الإبداعية من قبل حكومة كيتنغ التي تم إطلاقها في نفس العام في كل عاصمة أسترالية. شملت المكونات الهامة لمبادرة الأمة الإبداعية مؤسسة الوسائط المتعددة وهي مصرف تمويلي؛ حيث تم تشجيع المؤسسات الثقافية الأسترالية وشركات الإعلام الجديدة على التعاون والمزايدة للحصول على مجموعة من الأموال لإنشاء عناوين تعكس التاريخ والثقافة الأسترالية.
على مدى السنوات الثلاث التالية (إلى عام 1997) ارتفعت نسب العضوية للهيئة الاسترالية لصناعة الإعلام التفاعلي من عضوية 40 شركة إلى أكثر من 800 شركة، أُنشأ هيكل الولاية والهيكل الفيدرالي للرابطة وتفاوض على تمويل الولاية والتمويل الفيدرالي لموظفي تطوير الصناعة في أربع ولايات ووضع وأدار استراتيجية تصدير مدتها ثلاث سنوات بالاشتراك مع أوستريد.

## استحواذ هيئة التسويق والإعلان المعتمدة على البيانات
انتهت الهيئة الاسترالية لصناعة الإعلام التفاعلي في نهاية عام 2015 لكنها وافقت على استضافة جوائز الإيمي في عام 2016. في إعلانها عن الدخول في الإدارة استشهدت الهيئة بتغيير كبير في الصناعة: «أصبح العالم الرقمي الآن موجودًا في كل مكان بشكل لا يصدق في جميع الصناعات لدرجة أن النطاق الحالي الذي يركز على الوكالة للهيئة الاسترالية لصناعة الإعلام التفاعلي لم يعد مستدامًا تجاريًا على المدى الطويل».
استحوذت هيئة التسويق والإعلان المستند إلى البيانات (ADMA) على الهيئة الاسترالية التي أعيد تسميتها في يوليو 2017 باسم  مجموعة التكنولوجيا الرقمية ومقرها الرئيسي في ملبورن، اعتبارًا من مايو 2020 ومنذ عام 2019 يقع المقر الرئيسي للمجموعة في سيدني، وكذلك هيئة التسويق والإعلان المعتمدة على البيانات (في موقع مختلف).

## جوائز الإيمي
كان مسرح الولاية في سيدني موطنًا لحفل توزيع الجوائز السنوي الثالث عشر الذي أقيم يوم الجمعة 2 مارس 2007.
اشتهرت الهيئة الاسترالية لصناعة الإعلام التفاعلي بجوائز الصناعة السنوية للتميز المعروفة بشكل غير رسمي باسم جوائز الإيمي وجاء الإسم من صورة لمجسم ذا ذراعٍ منبسطة يُتوج بها الفائز الذي يُعد أفضل عمل رقمي في أستراليا انشئت في عام 1994.
بعد انتهاء الهيئة في عام 2015 استضافت الجوائز للمرة الأخيرة في عام 2016.
في عامي 2017 و 2018 استضافت مجموعة التكنولوجيا الرقمية حفل توزيع جوائز الإيمي في ملبورن  وفي عام 2019 استضافت هيئة التسويق والإعلان المعتمدة على البيانات نسخة معاد تشكيلها من الجوائز في سيدني جنبًا إلى جنب مع جوائز هيئة التسويق والإعلان المعتمدة على  البيانات للإبداع (AC & Es) وهي التي لم يتم منحها في عام 2018.

## قائمة احتفالات جوائز الإيمي
كان مركز أديليد للمؤتمرات موطنًا لحفل توزيع الجوائز لعام 2006.
الأماكن السابقة والضيوف المهمين:
- الجوائز السنوية الحادية والعشرون.[11]
- الجوائز السنوية التاسعة عشرة في سيدني، مركز كاريدجوركس، المضيفون: كيتي فلاناغان وستيف فيليب.
- الجوائز السنوية الثامنة عشرة في سيدني، جزيرة كوكاتو. المضيفون: جين جازو وبريندان ماكلين
- الجوائز السنوية السابعة عشرة في سيدني، جزيرة كوكاتو، من بين الضيوف الخاصين:  بول تومي، الرئيس التنفيذي السابق لشركة آيكان،آدم سبنسر.
- الجوائز السنوية السادسة عشرة في ملبورن، دوكلاندز ومن بين الضيوف الخاصين: ستيفن كونروي، وزير النطاق العريض والاتصالات والاقتصاد الرقمي ميكي روبينز.
- الجوائز السنوية الخامسة عشرة في سيدني، حديقة التكنولوجيا الأسترالية
- الجوائز السنوية الرابعة عشرة، سيدني.
- الجوائز السنوية الثالثة عشرة، سيدني، مسرح الولاية
- الجوائز السنوية الثانية عشرة، أديليد، مركز أديليد للمؤتمرات،ومن بين الضيوف الخاصين: بول هولواي إم إل سي، وزير الصناعة والتجارة في جنوب أستراليا ستيفاني كي، ووزيرة التوظيف والتدريب والتعليم الإضافي في جنوب أستراليا، السيد كيم ريتشاردسون النائب.
- الجوائز السنوية الحادية عشرة، سيدني، مسرح مترو، ومن بين الضيوف الخاصين: هيلين كونان، وزيرة الاتصالات وتكنولوجيا المعلومات والفنون آدم سبنسر.
- الجوائز السنوية العاشرة، سيدني، ومن بين الضيوف الخاصين: داريل ويليامز، الوزير الفيدرالي للاتصال وتكنولوجيا المعلومات والفنون آدم سبنسر، بروك، رئيس جوائز مؤتمر القمة العالمي للأمم المتحدة.
- الجوائز السنوية التاسعة، ملبورن.
- الجوائز السنوية الثامنة، ملبورن.
- الجوائز السنوية السابعة، ملبورن، مركز المؤتمرات.
- الجوائز السنوية السادسة، مدينة جولد كوست، منتجع رويال باينز.
- الجوائز السنوية الخامسة، ملبورن، مجمع كراون الترفيهي، ومن بين الضيوف المهمين: فيكتور بيرتون، وزير الحفظ والبيئة والوسائط المتعددة.
- الجوائز السنوية الرابعة، ملبورن، مجمع كراون الترفيهي، ومن بين الضيوف المهمين ريتشارد ألستون، الوزير الفيدرالي للتواصل وتكنولوجيا المعلومات والفنون.
- الجوائز السنوية الثالثة، ملبورن.
- الجوائز السنوية الثانية، ملبورن، ومن بين الضيوف الخاصين: ريتشارد جاريوت، أسطورة ألعاب الكمبيوتر
- الجوائز السنوية الأولى (1994) - سيدني